# Concerto Köln
Ne doit pas être confondu avec The Köln Concert.

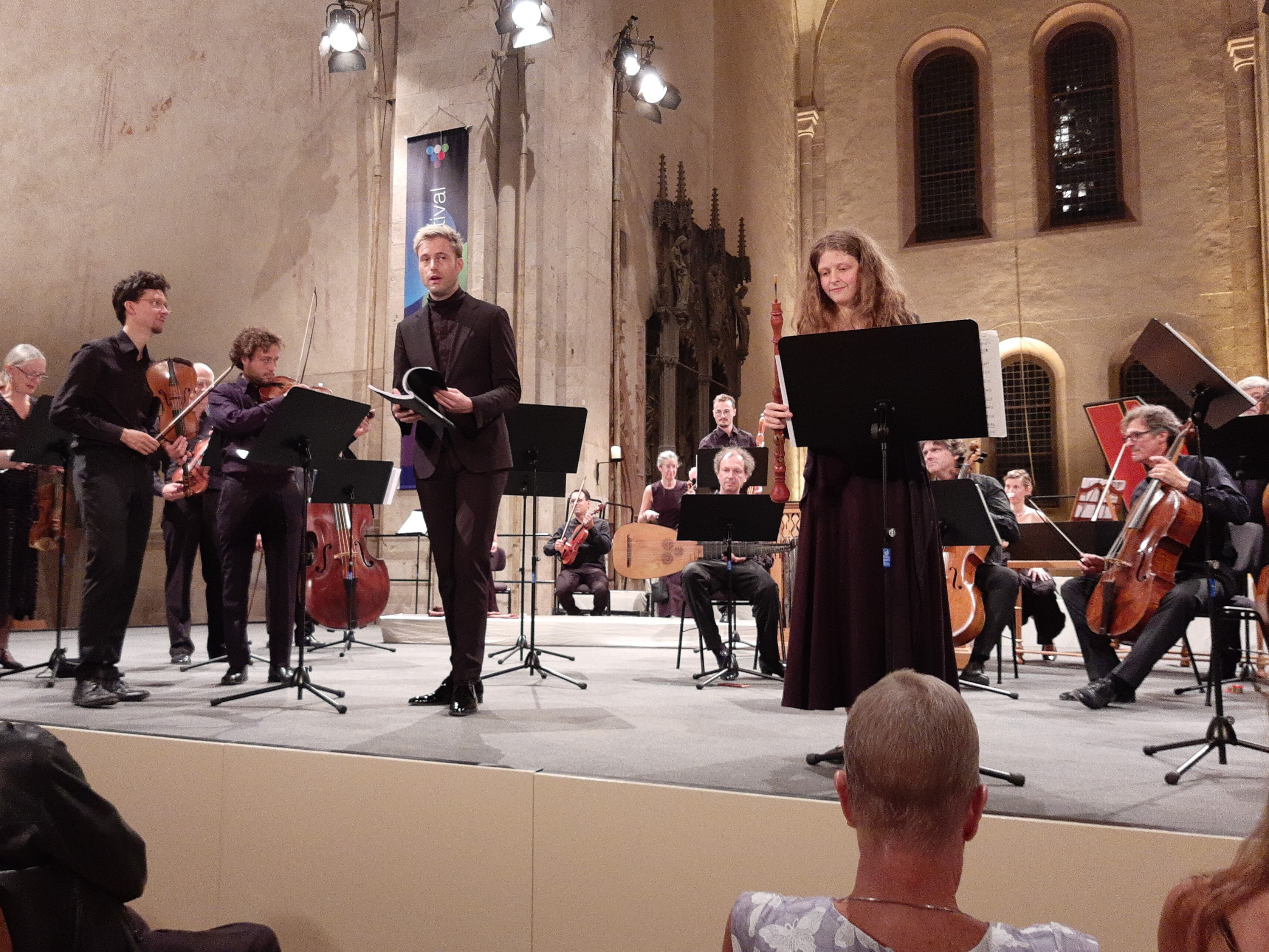
Concert Bach au Rheingau Musik Festival en 2022, avec Benjamin Appl et le Concerto Köln.

Le Concerto Köln est l'un des principaux orchestres de chambre allemands de la fin du XXe siècle et du début du XXIe siècle. 

## Historique
Fondé en 1985 à Cologne, l'orchestre est spécialisé dans le répertoire des XVIIe et  XVIIIe siècles. Il a redécouvert nombre de compositeurs oubliés dans des interprétations dynamiques et enlevées sur instruments d'époque. L'orchestre a la particularité de ne pas avoir de chef, même si le premier violon (Markus Hoffmann, Mayumi Masaki) remplit de fait cette fonction.
L'orchestre n'est pas entièrement dévoué à la musique orchestrale pure et accompagne des opéras dirigés en ces occasions par le chef d'orchestre René Jacobs. Certains enregistrements ont été réalisés avec le célèbre pianofortiste Andreas Staier.

## Discographie complète

### Symphonies et œuvres symphoniques
- 2016 : Les Quatre Saisons d'Antonio Vivaldi.
- 2010 : Suites pour orchestre BWV 1066 à 1069 de Johann Sebastian Bach.
- 2009 : Symphonies nº 4, 7, 8, 10 et 14 de Henri-Joseph Rigel
- 2008 : Water Music et Sinfonia Hwv 339 et 347 de Georg Friedrich Haendel
- 2007 : il divino boemo, symphonies de Josef Mysliveček. Diapason d'or.
- 2006 : Album Mozart no 2, ouverture de la Flûte enchantée, pantomime Les petits riens, divertimento K.136-125a, sérénade Une petite musique de nuit
- 2003 : Symphonies nº 6 et 7 de Johann Wilhelm Wilms
- 2003 : Symphonies de François-Joseph Gossec
- 2002 : Album Mozart no 1, symphonies no 29 et no 35, concerto pour basson
- 2001 : Symphonies de Leopold Kozeluch
- 1999 : Mannheim: The Golden Age, symphonies de Christian Cannabich, Carl & Johann Stamitz, Anton Fils et Ignaz Fränzl
- 1999 : Symphonies d'Anton Eberl
- 1998 : Concerti d'Evaristo Felice Dall'Abaco
- 1997 : Symphonies pour cordes nº 2, 3, 5, 11 et 13 de Felix Mendelssohn
- 1997 : Symphonies d'Antonio Rosetti, volumes 1 et 2
- 1996 : Symphonies pour cordes nº 1, 4, 6, 7 et 12 de Felix Mendelssohn
- 1996 : Symphonies de Jean-Baptiste Vanhal
- 1994 : Symphonies pour cordes nº 8, 9 et 10 de Felix Mendelssohn
- 1994 : Symphonies d'Antoine Dauvergne
- 1994 : Symphonies de Gaetano Brunetti
- 1994 : Concerti grossi de Pietro Antonio Locatelli
- 1993 : Sinfonias Españolas, symphonies de Juan Crisóstomo de Arriaga, José Pons, Francesco Javier Moreno et José Nonó
- 1992 : Symphonies de Joseph Martin Kraus, volume 2 (avec la symphonie funèbre)
- 1992 : Symphonies de Francesco Durante
- 1992 : Musica Napoletana, symphonies de Domenico Scarlatti, Giovanni Battista Pergolesi, Francesco Durante et Leonardo Leo
- 1991 : Symphonies de Joseph Martin Kraus, volume 1
- 1990 : Concerti La Tempesta di mare, La notte de Vivaldi
- 1989 : Musique des fils de Bach : Johann Christoph Friedrich, Wilhelm Friedemann, Carl Philip Emanuel et Johann Christian
- 1989 : La Prise de la Bastille, symphonies composées pendant la Révolution (dont une œuvre de François-Joseph Gossec)

### Concertos avec soliste
- 2014 : Concertos pour violon BWV 1041 et 1042, pour deux violons BWV 1043 de Johann Sebastian Bach. Arrangement pour violon des concertos pour clavecin BWV 1052 et 1056
- 2014 : Concertos brandebourgeois BWV 1046 à 1051 de Johann Sebastian Bach
- 2014 : Concertos pour violon nº 1, 3 et 4 de Joseph Haydn et Romance pour violon et orchestre de Johann Peter Salomon, violon Midori Seiler
- 2000 : Concertos pour pianoforte nº 18 et 19 de Mozart, pianoforte Andreas Staier
- 1999 : Concertos pour pianoforte nº 2 et 3 de John Field, pianoforte Andreas Staier
- 1998 : Concertos pour pianoforte de Felix Mendelssohn

- 1995 : Concertos pour pianoforte nº 9 et 17 de Mozart, pianoforte Andreas Staier
- 1995 : Concertos pour pianoforte de Jan Ladislav Dussek, pianoforte Andreas Staier
- 1995 : Concertos pour pianoforte d'Antonio Salieri et Joseph Anton Steffan, pianoforte Andreas Staier
- 1990 : Concertos pour vents de Mozart
- 1988 : Concertos pour vents de Vivaldi
- 1987 : Six Concertos Vénitiens pour flûte d'Antonio Vivaldi, Giovanni Battista Sammartini et Pietro Antonio Locatelli, flûte Christian Mendoze
- 1987 : Concertos pour trompette de Petronio Franceschini, Giuseppe Torelli et Domenico Gabrielli

### Opéras, oratorios et cantates
- 2014 : El Maestro Farinelli, direction Pablo Heras-Casado avec le contre-ténor Bejun Mehta
- 2014 : Passion selon saint Matthieu de Johann Sebastian Bach, direction Peter Dijkstra
- 2013 : Bel Canto : de Monteverdi à Verdi, direction Christoph M. Müller avec la soprano Simone Kermes
- 2012 : Artaserse de Leonardo Vinci, direction Diego Fasolis
- 2010 : Israël en Égypte de Georg Friedrich Haendel, direction Peter Dijkstra
- 2010 : Caldara in Vienna, direction Emmanuelle Haïm avec le contre-ténor Philippe Jaroussky
- 2008 : Gluck, Haydn, Mozart : Amoureuses, direction Daniel Harding avec la soprano Patricia Petibon
- 2007 : Bellini, Donizetti, Verdi : Italian Opera Arias, direction Evelino Pido avec la soprano Natalie Dessay
- 2007 : Alceste d'Anton Schweitzer, direction Michael Hofstetter
- 2005 : Saul de Haendel, direction René Jacobs
- 2004 : Les Noces de Figaro de Mozart, direction René Jacobs
- 1998 : Così fan tutte de Mozart, direction René Jacobs
- 1998 : Cléopatre & César de Carl Heinrich Graun, direction René Jacobs
- 1993 : Le Couronnement de Poppée de Claudio Monteverdi, direction René Jacobs, avec Patricia Schuman, Richard Craft
- 1992 : La Giuditta de Francisco António de Almeida, direction René Jacobs
- 1991 : Giulio Cesare in Egitto de Georg Friedrich Haendel, direction René Jacobs
- 1991 : Oratorio de Noël de Jean-Sébastien Bach, avec l'ensemble vocal de Francfort dirigé par Ralf Otto
- 1990 : Cantates Auf schmetternde Töne (BWV 207a) et Schleicht, spielende Wellen (BWV 206) de Jean-Sébastien Bach, avec le Kammerchor Stuttgart dirigé par Frieder Bernius
- 1987 : Écho et Narcisse de Christoph Willibald Gluck, direction René Jacobs

### Autres
- 2013 : Live in Kempen, œuvres de Dall'Abaco, Dauvergne, Johann Andreas Kauchlitz, Vivaldi, Sammartini
- 2013 : Karneval anno dazumal, œuvres de Vivaldi, André Campra, Georg Philipp Telemann, Matteo Turacciolo/Matthias Stötzel
- 2011 : The Christmas album, œuvres de Marc-Antoine Charpentier, Lorenzo Zavateri, Giuseppe Torelli, Johann Sebastian Bach, Pavel Josef Vejvanovský, Arcangelo Corelli, Johann Stamitz, Vivaldi, Carlo Cecere
- 2006 : La Valse - Extase et mystique, avec le groupe Sarband
- 2003 : Dream of the Orient, avec le groupe Sarband dirigé par Vladimir Ivanoff
- 2002 : Accompagnement orchestral pour Uri Caine dans un arrangement des Variations Diabelli de Ludwig van Beethoven
- 2001 : Lost Objects avec le groupe new-yorkais minimaliste Bang on a Can